# Masicera normula
Masicera normula là một loài ruồi trong họ Tachinidae.